# Liste der Kulturdenkmäler in Spall
In der Liste der Kulturdenkmäler in Spall sind alle Kulturdenkmäler der rheinland-pfälzischen Ortsgemeinde Spall aufgeführt. Grundlage ist die Denkmalliste des Landes Rheinland-Pfalz (Stand: 2. August 2023).

## Einzeldenkmäler
| Bezeichnung    | Lage                               | Baujahr         | Beschreibung                                                          | Bild |
| -------------- | ---------------------------------- | --------------- | --------------------------------------------------------------------- | ---- |
| Kriegerdenkmal | Gräfenbachstraße, am Friedhof Lage | 1920er Jahre    | Kriegerdenkmal 1914/18, Soldat, 1920er Jahre                          | BW   |
| Wohnhaus       | Soonwaldstraße 2 Lage              | 18. Jahrhundert | barockes Fachwerkhaus, teilweise massiv, wohl aus dem 18. Jahrhundert | BW   |